# Zelimkhan Khadjiev
Zelimkhan Khadjiev (ros. Зелимхан Хаджиев ;ur. 20 maja 1994) – francuski zapaśnik czeczeńskiego pochodzenia,  walczący w stylu wolnym. Olimpijczyk z Rio de Janeiro 2016, gdzie zajął ósme miejsce w kategorii 74 kg.
Piąty na mistrzostwach świata w 2015. Zdobył brązowy medal w 2019, ale został zdyskwalifikowany z powodu dopingu. Zdobył srebrny medal na mistrzostwach Europy w 2018, 2019 i 2025. Mistrz igrzysk frankofońskich w 2013. Siódmy na igrzyskach europejskich w 2015. Piąty na igrzyskach wojskowych w 2019. Brązowy medalista wojskowych MŚ z 2018.
Mistrz świata juniorów w 2014, trzeci na ME juniorów w 2014, a drugi na ME U-23 w 2017 roku.
Mistrz Francji w 2015, 2017, 2018, 2020, 2021 i 2022; drugi w 2022; trzeci w 2012 i 2014 roku.